# Crepidomanes sarawakense
Crepidomanes sarawakense är en hinnbräkenväxtart som beskrevs av Kunio Iwatsuki. Crepidomanes sarawakense ingår i släktet Crepidomanes och familjen Hymenophyllaceae. Inga underarter finns listade.